# Queensland Pride
Queensland Pride (Квинсленд Прайд) — ежемесячный журнал для геев и лесбиянок, выпускаемый в Брисбене.
Это одно из нескольких изданий, выпускаемых «Evo Media», распространяется по всему Брисбену и по основным региональным центрам Квинсленда. Журнал охватывает местные, национальные и международные новости, представляющие интерес для сообщества геев и лесбиянок, и уделяет большое внимание новостям, искусству и развлечения.
Журнал впервые был опубликован как ежемесячное издание в январе 1991 года, через месяц после того, как штат Квинсленд декриминализовал мужскую гомосексуальность. Первоначально журнал публиковался в виде газеты, в черно-белом формате на газетной бумаге. Это было первое в штате издание для геев и лесбиянок. Его основателем был Рэймонд «Уолли» Коуэн, который оставался редактором до февраля 2001 года. Его преемником стал Иэн Клэчер, который оставался главным редактором до января 2009 года, когда он умер от сердечного приступа. На смену Клэчеру пришел Питер Хакни. Затем на этой должности побывали Скотт МакГиннесс и Эндрю Блайт, до тех пор, пока Эндрю Шоу вступил во владение журналом с июня 2012 года по апрель 2017 года. Шоу был ранее редактором Мельбурнского ЛГБТ-журнала MCV (Melbourne Community Voice) с 2000 по 2003 год и с 2009 по 2012 год.
В марте 2001 года Квинсленд Прайд начал публиковаться каждые две недели. Журнал вернулся к ежемесячному графику выпуска номеров в марте 2004 года, вскоре после того, как издание было передано новой компании «Special Publications Australia». Компания продала издание «Evolution Publishing» в Сиднее в июне 2007 года. С июня 2007 года издание изменило формат выпуска с газетной бумаги на высококачественный, полноцветный, полностью глянцевый формат журнала. 9 ноября 2012 года журнал начал выходить два раза в месяц до тех пор, пока издание не было лицензировано для «Evo Media» в мае 2013 года. В июне 2015 года, после серьезного изменения дизайна, QP вернулся к ежемесячному графику публикации.

## Критика
В 2013 году журнал попал и остается под следствием Управления по добросовестной торговле из-за подозрений в том, что по предоставляемым данным тираж издания был 15 740 копий в конце 2012 года, когда на самом деле выходило всего 4 970 копий, что вводило в заблуждение рекламодателям и ЛГБТ сообщество.